# Możajka (Buriacja)
Możajka (ros. Можайка) – osiedle w Rosji, w Buriacji, w rejonie jerawnińskim. W 2010 liczyło 1117 mieszkańców.